# Little Me
«Little Me» —en español: «Pequeña Yo»— es una canción del género pop interpretada por el grupo femenino británico Little Mix, perteneciente a su segundo álbum de estudio Salute, de 2013. El cuarteto la compuso junto con TMS y Iain James. Fue lanzada como segundo sencillo del álbum.

## Recepción y crítica
Robert Copsey de Digital Spy dio cuatro estrellas de cinco comentando que la canción es «fácil y edificante»
Melissa Redman felicito las «voces excepcionales» de la canción, las «amormias perfectas» y «letras maduras»

## Vídeo musical
En una entrevista con FrontRowLiveEnt Jesy Nelson dijo «Nunca hemos hecho un vídeo así antes, esto es muy sincero y significativo, es muy sincero»
El vídeo se estrenó en YouTube el 18 de diciembre.
Little Mix se encuentra en un almacén abandonado. También cuenta con varios actores contando sus historias y lo que han de superar. El vídeo es también en blanco y negro, siendo el primero para Little Mix

## Lista de canciones y formatos
- Descarga digital

| Little Me - EP |                                                            |          |  |
| N.º            | Título                                                     | Duración |  |
| 1.             | «Little Me (Sencillo)»                                     | 3:31     |  |
| 2.             | «Little Me (Little Me (Steve Smart & Westfunk Radio Edit)» | 2:54     |  |
| 3.             | «Little Me (DE$iGNATED Radio Remix)»                       | 3:48     |  |
| 4.             | «Little Me (Live Xtra Factor Performance)»                 | 2:37     |  |
| 5.             | «Little Me (Instrumental)»                                 | 3:28     |  |

## Posicionamiento en listas
| Listas (2013/14)                       | Posiciones |
| -------------------------------------- | ---------- |
| Australia (ARIA)                       | 91         |
| Irlanda (IRMA)                         | 32         |
| Escocia (Scottish Singles Sales Chart) | 22         |
| Reino Unido (UK Singles Chart)         | 19         |

## Certificados
| País        | Organismo certificador | Certificación | Ventas certificadas | Ref.  |
| ----------- | ---------------------- | ------------- | ------------------- | ----- |
| Reino Unido | BPI                    | Plata         | 200 000             | [ 9 ] |